# نیدرشونوایده
نیدرشونوایده (به آلمانی: Berlin-Niederschöneweide) یک منطقهٔ مسکونی در آلمان است که در Treptow-Köpenick واقع شده‌است. نیدرشونوایده ۱۰٬۰۴۳ نفر جمعیت دارد.